# Trolejbusy w Charkowie
Trolejbusy w Charkowie – system transportu trolejbusowego działający od 1 maja 1939 r. w Charkowie, stolicy obwodu charkowskiego na Ukrainie. Według stanu z czerwca 2025 funkcjonowało 28 linii. Operatorami systemu są komunalne przedsiębiorstwa Trolejbusne depo № 2 oraz Trolejbusne depo № 3.

## Historia

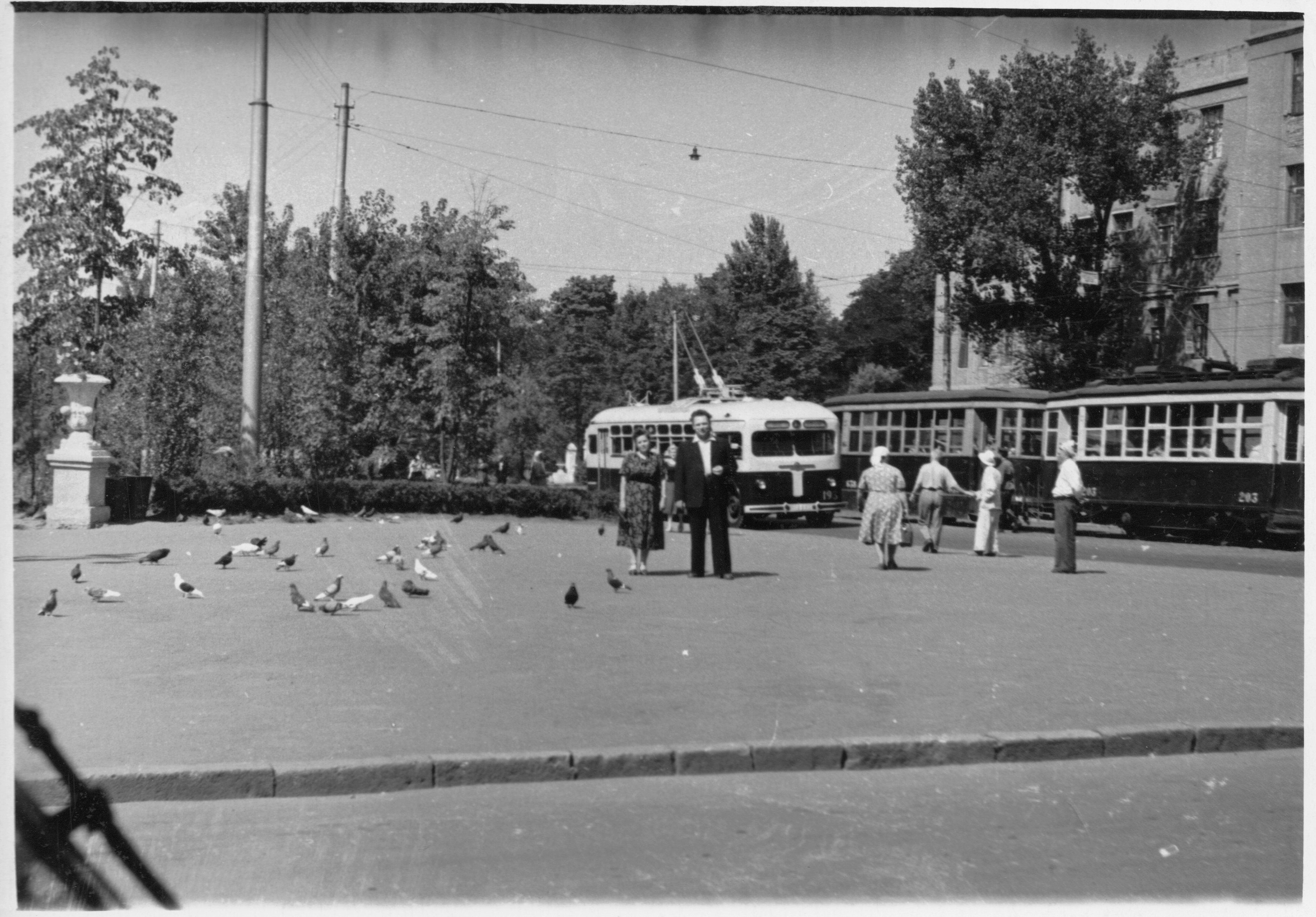
Trolejbus MTB-82 nr 193, lata 50. XX w.

Pierwsze projekty budowy systemu trolejbusowego pochodzą z 1913 r. Pierwszą linię uruchomiono jednak dopiero 26 lat później, 1 maja 1939 r. Trasa o długości 6,6 km połączyła Dom Armii Czerwonej z Centralnym Parkiem Kultury i Wypoczynku im. Gorkiego. Cztery dni później trolejbusy rozpoczęły przewóz pasażerów. System rozwijał się do momentu jego zawieszenia w październiku 1941 r. w związku z wkroczeniem do miasta wojsk niemieckich. 7 maja 1944 r. przywrócono ruch trolejbusowy. Jeszcze pod koniec lat 40. XX wieku zbudowano nowe trasy i uruchomiono kolejne linie trolejbusowe, przedłużając także te już istniejące. 15 marca 1958 r. otwarto trasę do lotniska i nowe linie nr 5 i 6. W 1965 r. kursowało już 8 linii o długości 79,2 km, obsługiwanych 204 trolejbusami. W maju 1971 po raz pierwszy połączono dwa trolejbusy Škoda 9Tr w skład, tzw. szczepkę.
W latach 70. XX wieku sieć stale się rozwijała, powstały wówczas m.in. trasy dowozowe do nowo budowanego metra. W 1980 r. kursowało ponad 460 trolejbusów na 35 liniach o długości 236,9 km. Dalszy rozwój miał miejsce w latach 80. XX wieku. Po odzyskaniu niepodległości przez Ukrainę w 1991 r. nastąpiła pierwsza fala skracania i likwidacji linii. Udało się jednak wydłużyć część istniejących i uruchomić nowe. Druga fala ograniczania ruchu trolejbusowego rozpoczęła się w 1999 r.: linię nr 7 skrócono, zlikwidowano linie nr 4, 9, 10, 33, 39, 43, 66. W 2003 r. przywrócono kursowanie niektórych linii, a w kolejnych latach uruchomiono nowe i wydłużono istniejące.
8 stycznia 2009 r. zlikwidowano linie 10, 15, 32 i 65. W latach 2009–2014 zdjęto sieć trakcyjną na ulicach Jakira, Metallista, alei Sportowej i na pętli trolejbusowej Uniwermag Charkow. 25 grudnia 2015 r. otwarto długo oczekiwaną trasę trolejbusową na alei Ludwiga Swobody. 28 października 2018 r. Europejski Bank Odbudowy i Rozwoju przyznał Trolejbusnemu depu № 2 pożyczkę w wysokości 10 mln euro na zakup nowych trolejbusów. 13 stycznia 2020 r. otwarto nową trasę od stacji metra Herojiw Pracy do pętli Piwniczna Sałtiwka, którą zaczęła kursować nowo utworzona linia nr 47, natomiast jesienią tego samego roku uruchomiono linię nr 49 z ulicy Uniwersyteckiej do osiedla Żychor; linię zaczęły obsługiwać trolejbusy PTS 12 z pomocniczą baterią akumulatorów.
Do momentu inwazji rosyjskiej w 2022 r. zdołano uruchomić jeszcze kilka nowych linii. Wskutek inwazji i ostrzału miasta, 27 lutego całkowicie wstrzymano ruch trolejbusów. Został on wznowiony 16 maja tego samego roku. W maju 2025 dostarczono używane trolejbusy Škoda 21Tr przekazane przez Brno, miasto partnerskie Charkowa. 30 maja 2025 r. wskutek bombardowań zniszczeniu uległa sieć trakcyjna oraz zajezdnia nr 2 z 18 trolejbusami.

## Linie
Stan z 13 czerwca 2025.
| Linia | Trasa                                              |
| ----- | -------------------------------------------------- |
| 1     | St. m. „Pałac sportu” ↔ 28-j mikrorajon            |
| 2     | Prospekt Żukowśkoho ↔ Prospekt Peremohy            |
| 3     | Wuł. Uniwersytetśka ↔ Wuł. 12-ho Kwitnia           |
| 6     | Wuł. Uniwersytetśka ↔ Zaliznyczna stancija Osnowa  |
| 7     | St. m. „Armijśka” ↔ Schidna                        |
| 11    | Prospekt Dziuby ↔ St. m. „Majdan Konstytuciji”     |
| 12    | Wuł. Kłoczkiwśka ↔ Wuł. Rudyka                     |
| 13    | St. m. „Zachysnykiw Ukrajiny” ↔ Park „Zustricz”    |
| 18    | St. m. „Derżprom” ↔ Likarnia szwydkoji dopomohy    |
| 19    | 602-j mikrorajon ↔ Wuł. Odeśka                     |
| 20    | 602-j mikrorajon ↔ St. m. „Zachysnykiw Ukrajiny”   |
| 24    | St. m. „Akademika Barabaszowa” ↔ 602-j mikrorajon  |
| 25    | St. m. „Pałac sportu” ↔ Bulw. Bohdana Chmelnyćkoho |
| 27    | Prospekt Dziuby ↔ Wuł. Nowyj Pobut                 |
| 31    | St. m. „Turboatom” ↔ Piwniczna Sałtiwka            |
| 34    | Wuł. Neskorenych ↔ Schidna Sałtiwka                |
| 35    | Wuł. Odeśka ↔ Piwniczna Sałtiwka                   |
| 40    | Prospekt Peremohy ↔ Majdan Konstytuciji            |
| 45    | Wuł. 12-ho Kwitnia ↔ Rohanśka                      |
| 46    | Wuł. 12-ho Kwitnia ↔ Mikrorajon „Horyzont”         |
| 49    | Wuł. Uniwersytetśka ↔ Wuł. Kutajiśka               |
| 51    | Wuł. 12-ho Kwitnia ↔ Wuł. Zubariewa                |
| 53    | Wuł. 12-ho Kwitnia ↔ Mikrorajon „Horyzont”         |
| 55    | Majdan Konstytuciji ↔ Sełyszcze Żukowśkoho         |
| 56    | St. m. „Akademika Barabaszowa” ↔ Schidna Sałtiwka  |
| 57    | Park „Zustricz” ↔ St. m. „Akademika Barabaszowa”   |
| 58    | Prospekt Peremohy ↔ Aeroport                       |
| 59    | Wuł. Uniwersytetśka ↔ Zaliznyczna stancija Rohań   |

## Tabor
Stan z czerwca 2025
| Zdjęcie        | Typ             | Eksploatacja od | Liczba |
| -------------- | --------------- | --------------- | ------ |
|                | Škoda 21Tr      | 2025            | 20     |
|                | Škoda 24Tr      | 2022            | 5      |
|                | PTS 12          | 2020            | 48     |
|                | Bogdan T701.17  | 2019            | 83     |
|                | Škoda 14Tr      | 2017            | 7      |
|                | Škoda 15Tr      | 2017            | 5      |
|                | LAZ E301D1      | 2011            | 50     |
|                | LAZ E183A1      | 2011            | 16     |
|                | ZiU-682G-016.02 | 1991, 2007      | 7      |
| Łączna liczba: | Łączna liczba:  | Łączna liczba:  | 241    |